# عزب تل بني عمران
قرية عزب تل بني عمران هي إحدى القرى التابعة لمركز دير مواس بمحافظة المنيا في جمهورية مصر العربية. حسب إحصاءات سنة 2006، بلغ إجمالي السكان في عزب تل بني عمران 6347 نسمة، منهم 3083 رجلا و3264 امرأة.